# Tamás Priskin
Tamás Priskin (ˈpɾiʃkin ˈtɒmaːʃ) (Komárno, 27 de setembre de 1986) és un futbolista hongarès que juga pel ŠK Slovan Bratislava i per la selecció hongaresa de futbol com a davanter.
Ha passat la major part de la seva carrera a Anglaterra, amb el Watford i l'Ipswich Town. La seva primera temporada a Anglaterra, la 2006, va jugar a la Premier League, i la resta a The Championship. Després d'abandonar Ipswich el gener de 2012, Priskin ha jugat en breus estades a Rússia, Àustria, Israel i Hongria.
El 31 de maig de 2016 es va anunciar que el seleccionador Bernd Storck l'havia inclòs en l'equip definitiu d'Hongria per disputar l'Eurocopa 2016.